# Ece Gören
Pour les articles homonymes, voir Goren.
Ece Gören est une ancienne joueuse de volley-ball turque née le 17 juillet 1991 à Ankara. Elle mesure 1,68 m et jouait au poste de libero. 

## Clubs
| Club                  | De        | À         |
| --------------------- | --------- | --------- |
| TED Ankara Kolejliler | 2006-2007 | 2006-2007 |
| Emlak TOKİ Ankara     | 2007-2008 | 2007-2008 |
| TED Ankara Kolejliler | 2008-2009 | 2012-2013 |

## Palmarès
- Championnat du monde des moins de 18 ans
  - Finaliste : 2007